# Придорожнє (Дубенський район)
Придорожнє — село в Україні, у Привільненській сільській громаді Дубенського району Рівненської області. Засноване 20 грудня 2005 року, хоча формально існувало ще у ХХ ст. як колонія/хутір Вітосівка.

## Географія
На північно-західній околиці села пролягає автошлях Т 0303.

## Розташування
Знаходиться у Дубенському районі на межі з колишнім Млинівським на пагорбах Повчанської височини.
Межує з селами Малі Сади, Великі Сади, Повча та Гнатівка Дубенського району.

## Історія
"Існувала школа, побудована за ініціативою Вінсентія Вітоса, звідки і назва колонії Вітосівка. У школі працювала вчителька Антоніна Чумакевич та вчителі (які також там мешкали) працювали в школі, в свою чергу: Юзеф Грот, Лисек, директор школи Мончинський зі своєю дружиною Софією (вона також була вчителькою), та дочкою Мартою. У 1939 році керівником школи був Владислав Карасінський".
Під час ІІ Світової війни в таких селах як Повча, Підбрусинь, Вітасівка(нині Придорожне), Гнатівка та навколишніх хуторах діяла банда, очолювана сім'єю Юргелевичів. Вони силою забирали в селян худобу, продукти, одяг та інше майно.
У тридцятих роках минулого століття на місці села був хутірець Вітасівка — володіння польського пана Вітаса. 
На 1936 рік село входило до ґміни Дубно Дубенського повіту. 
Після ІІ Світової війни Вітасівка перейменована в хутір Придорожній та входить до складу Малосадівської сільської ради.
У 1960—1970 роках сюди почали переселятися мешканці ближніх невеличких хуторів Свинюхи та Свинюхи-2. Тоді тут звели клуб, фельдшерсько-акушерський пункт, трохи пізніше — школу.
У ті далекі 60-ті не мав статусу села, хоча й значився на мапі Рівненської області, датованій 1963 роком. Але, судячи з назви російською — «Придорожный», поселення залишалося хутором. Інакше написали б «Придорожное».
12 червня 2020 року, відповідно до розпорядження Кабінету Міністрів України № 722-р від «Про визначення адміністративних центрів та затвердження територій територіальних громад Рівненської області», увійшло до складу Привільненської сільської громади.
19 липня 2020 року, в результаті адміністративно-територіальної реформи та ліквідації  Дубенського (1939—2020) району, село увійшло до складу новоутвореного Дубенського району.
19 вересня 2024 року Верховна Рада підтримала перейменування села Придорожне на Придорожнє. 26 вересня 2024 року перейменування набуло чинності.